# 波士顿圆形瓶
波士顿圆形瓶大多指瓶口小，瓶身以及瓶底大的化学器具，用于溶剂、化学品或者样品储存，III型钠钙玻璃，可带盖或不带盖，盖子种类各有不同，常见的例如：黑酚醛树脂盖，白色聚丙烯盖。而瓶身分为无色或棕色等。